# Верхня множина
Верхня множина (замкнена вверх множина) — підмножина {\displaystyle S} частково впорядкованої множини {\displaystyle (P,\leq )}, яка задовольняє умову:
{\displaystyle \forall x\in S,y\in P:\quad x\leq y\Rightarrow y\in S.}
Двоїстим поняттям є — нижня множина.

## Властивості

Булеан множини верхня множина позначена зеленим. Вона є простим фільтром.

- Перетин верхніх множин є верхньою множиною.
- Доповнення верхньої множини є нижньою множиною і навпаки.
- Сімейство всіх нижніх множин (верхніх множин) впорядкованих за включенням утворює повну ґратку.
- Найменша верхня множина підмножини Y позначається ↑Y.